# Màu giả

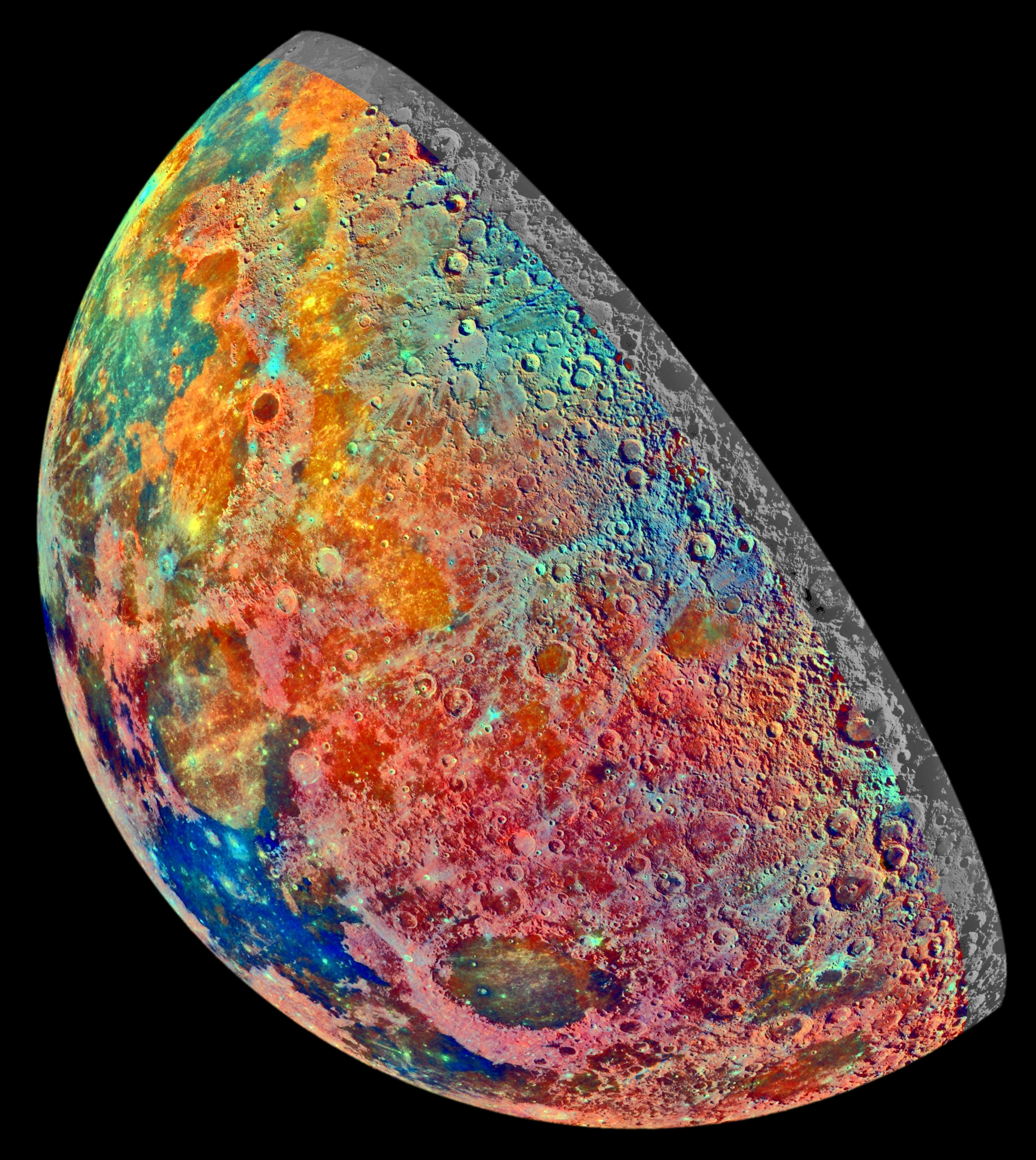
Ảnh màu giả ghép từ 53 ảnh chụp, mỗi ảnh thu được qua ba kính lọc quang phổ khác nhau bởi tàu vũ trụ Galileo khi nó bay qua vùng phía bắc của Mặt Trăng vào tháng 12 năm 1992.

Màu giả hay màu nhân tạo là các màu sắc được tạo ra qua các kỹ thuật xử lý tín hiệu để hiển thị hình ảnh có màu, từ thông tin ghi hình ở các dải phổ điện từ có ánh sáng nhìn thấy hoặc bức xạ điện từ không nhìn thấy. Ảnh màu giả là hình ảnh thể hiện vật thể ở màu sắc khác với màu sắc thực tế nếu nhìn bằng mắt thường (hay được chụp ảnh một cách thông thường - để thu được ảnh màu thật). Một số kỹ thuật tạo màu giả đã được dùng để hiển thị thông tin từ dữ liệu hình ảnh chỉ thu được qua một kênh màu hoặc thu được ở các dải phổ điện từ không nhìn thấy được bằng mắt thường, hoặc thu được từ các kỹ thuật chụp ảnh không dùng bức xạ điện từ, ví dụ như chụp cộng hưởng từ.